# Mapleleaf Lake
Mapleleaf Lake är en sjö i Algoma District i provinsen Ontario i den sydöstra delen av Kanada.  Mapleleaf Lake ligger 215 meter över havet. Sjön har sitt utlopp i öster och vattnet rinner söderut till Canoe Lake. Mapleleaf Lake tillhör Blind Rivers avrinningsområde.